# Aglaodiaptomus savagei
Aglaodiaptomus savagei is een eenoogkreeftjessoort uit de familie van de Diaptomidae. De wetenschappelijke naam van de soort is voor het eerst geldig gepubliceerd in 2000 door DeBiase & Taylor.